# Hermonassa chlora
Hermonassa chlora är en fjärilsart som beskrevs av Charles Boursin 1967. Hermonassa chlora ingår i släktet Hermonassa och familjen nattflyn. Inga underarter finns listade i Catalogue of Life.